# Armengol I de Urgel
Armengol I de Urgel, también llamado Ermengol (Hermenegildo en castellano), llamado el de Córdoba (c. 974-1011), fue conde de Urgel que gobernó con su padre desde 989 hasta 992 y como único titular entre 992 hasta su muerte en 1011.
Era el segundo hijo de Borrell II de Barcelona y de su primera esposa, Letgarda de Tolosa. Fue el iniciador de la dinastía privativa de Urgel.

## Política
Hombre de gran cultura, dirigió una política de apertura hacia Europa, realizando largos viajes a Roma, en 998 y 1001. Estimuló a sus nobles a que viajaran hasta Santiago de Compostela o Le Puy.
Mantuvo una intensa actividad bélica contra el Al-Ándalus. Fue hecho prisionero en 1004 en Albesa en la lucha contra los andalusíes de Lérida. Participó en la expedición que su hermano Ramón Borrell realizó en 1010 contra Córdoba, en la que murió a los 37 años de edad.
| Predecesor: Borrell II | Conde de Urgel 992-1011 | Sucesor: Armengol II |